# Piedras rúnicas de Högby
Las piedras rúnicas de Högby están emplazadas en la villa de Högby en Östergötland, Suecia, pero el nombre de piedra rúnica de Högby (sueco: Högbystenen) suele adjudicarse a la famosa piedra Ög 81 por su elocuente epitafio en fornyrðislag para todos los hijos mencionados de Gulli. La piedra se encontró en una iglesia durante su demolición en 1874. también se encontraron fragmentos de otras piedras rúnicas. La rundata las ha fechado alrededor del siglo X. 

## Ög 81
La piedra rúnica de Högby es de granito rojizo y decorada en estilo Ringerike (estilo Pr1), mide 3,45 m de alto y 0,65 m de ancho. Estaba inserta en el muro exterior de la iglesia de Högby sobresaliendo la cara de la cruz (A). La iglesia fue demolida en 1874, y entonces se descubrieron las inscripciones de las otras caras. La piedra se erigió de nuevo en el cementerio de la antigua iglesia.
La piedra conmemora a Özurr, uno de los primeros varegos conocidos por haber muerto al servicio de un emperador bizantino, y se estima que murió alrededor de 1010, o al final del siglo X. Se enumera la progenie de Gulli, el padre de Özurr, y se describe la situación de una familia escandinava de la época. la piedra se hizo por orden de la sobrina de Özurr, Þorgerðr, en memoria de todos sus tíos que habían muerto. Þorgerðr posiblemente encargó la piedra tan pronto como supo que Özurr, el último de sus tíos, había muerto en Grecia, y probablemente lo hizo para asegurarse sus derechos de herencia. La inscripción del lado inverso, que relata como murieron sus otros tíos, está versificada en fornyrðislag.
Su tío Ásmundr probablemente murió en la batalla de Fýrisvellir, en la década de 980, y posiblemente estaría en el bando del rey Erico el Victorioso. Özurr pasó al servicio de un señor feudal más poderoso y murió en el imperio bizantino. Halfdan pudo haber muerto en Bornholm o durante un duelo (holmgang), mientras que el lugar donde murió Kári no está clara. La interpretación más probable es que muriera en Od, el antiguo nombre del cabo noroccidental de Selandia, aunque también es posible que fuera en Dundee en Escocia. No se proporciona la localización de la muerte de Búi, pero Larsson (2002) comenta que probablemente es porque se consideró que murió de una forma menos gloriosa que sus hermanos.

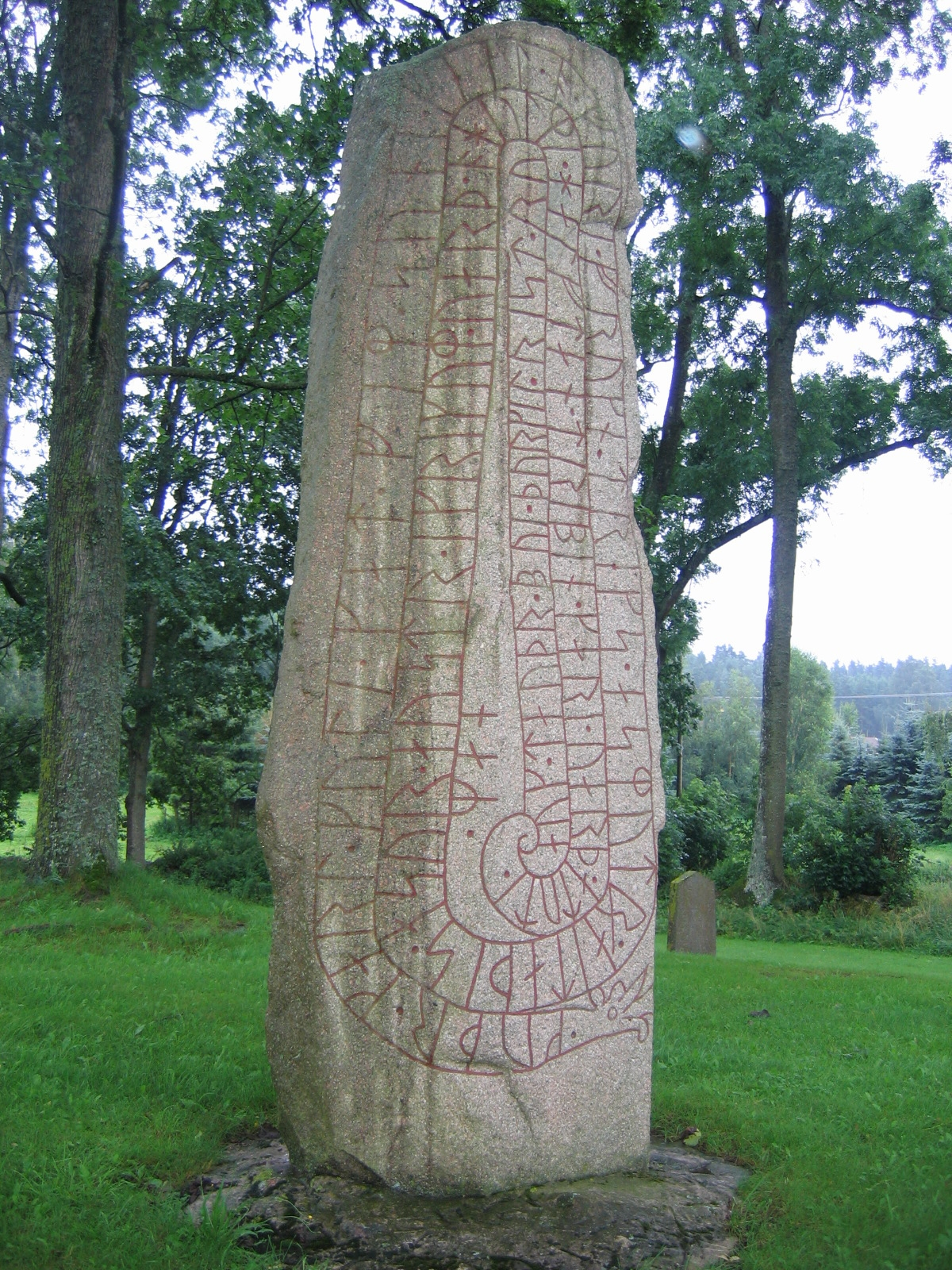
Cara B de la piedra Ög 81

Transliteración latina:
Cara A: * þukir * resþi * stin * þansi * eftiR * asur * sen * muþur*bruþur * sin * iaR * eataþis * austr * i * krikum *
Cara B: * kuþr * karl * kuli * kat * fim * syni * feal * o * furi * frukn * treks * asmutr * aitaþis * asur * austr * i krikum * uarþ * o hulmi * halftan * tribin * kari * uarþ * at uti *
Cara C: auk * tauþr * bui * þurkil * rist * runaR *
Transcripción al nórdico antiguo:
Cara A: Þorgærðr(?) ræisþi stæin þannsi æftiR Assur, sinn moðurbroður sinn, eR ændaðis austr i Grikkium.
Cara B: Goðr karl Gulli gat fæm syni. Fioll a Føri frøkn drængR Asmundr, ændaðis Assurr austr i Grikkium, varð a Holmi Halfdan drepinn, Kari varð at Uddi(?)
Cara C: ok dauðr Boi. Þorkell ræist runaR.
Traducción:
Cara A: "Þorgerðr(?) erigió esta piedra en memoria de Ôzurr, el hermano de su madre. Él encontró su final en el este en Grecia."
Cara B: "El hombre bueno Gulli tuvo cinco hijos. El hombre valiente y valioso Ásmundr cayó en Fœri; Ôzurr encontró su final en el este en Grecia; Halfdan fue matado en Holmr (Bornholm?); Kári fue (matado) en Oddr(?);"
Cara C: "también murió Búi. Þorkell grabó las runas."

## Ög 82
Piedra rúnica de estilo RAK hecha en memoria de un hombre que comandaba un asentamiento. 
Transliteración latina:
: þurkil (r)(i)-- ---- (þ)(a)s(i) (i)ftiR * uint * tusta * sun * iaR * ati * hugbu
Transcripción al nórdico antiguo:
Þorkell ræi[st](?) ... þannsi æftiR Øyvind, Tosta sun, eR ati Høgby.
Traducción:
Þorkell grabó(?) ... esto en memoria de Eyvindr, hijo de Tosti, que poseyó Haugbýr.

## Ög 83
Se ha intentado categorizar esta piedra como estilo Pr1 Pr2 erigida por la madre en memoria de un hijo que murió en occidente. 
Transliteración latina:
* þura * sati * stin * þasi * aftiR * suin * sun * sin * Rs * uRstr * o * ualu
Transcripción al nórdico antiguo:
Þora satti stæin þannsi æftiR Svæin, sun sinn, es vestr a <ualu>
Traducción:
Þóra levantó esta piedra en memoria Sveinn, su hijo, que murió en occidente en <ualu>.